# Vanessa Dumas
Vanessa Dumas (Tolone, 2 gennaio 1974) è un'ex cestista francese.

## Carriera
Con la Francia ha disputato i Campionati europei del 1995.